# Giovanni Andrea Bussi
Giovanni Andrea Bussi, conosciuto anche come Giovan de' Bussi, Andrea de' Bussi o Joannes Andreae (Vigevano, 14 luglio 1417 – Roma, 4 febbraio 1475), è stato un umanista e vescovo cattolico italiano del Rinascimento.
Fu accolito del papa Niccolò V, vescovo della Diocesi di Accia e di Aleria in Corsica, bibliotecario della Biblioteca Vaticana e segretario pontificio.
Raccolse ed emendò numerosi codici e, dal 1468, curò le editiones principes (le prime edizioni a stampa) di molti autori latini per i tipografi romani. Con lui la prefazione si ampliò da semplice lettera personale al patrono, diventando una lezione pubblica o anche un'omelia.

## Biografia

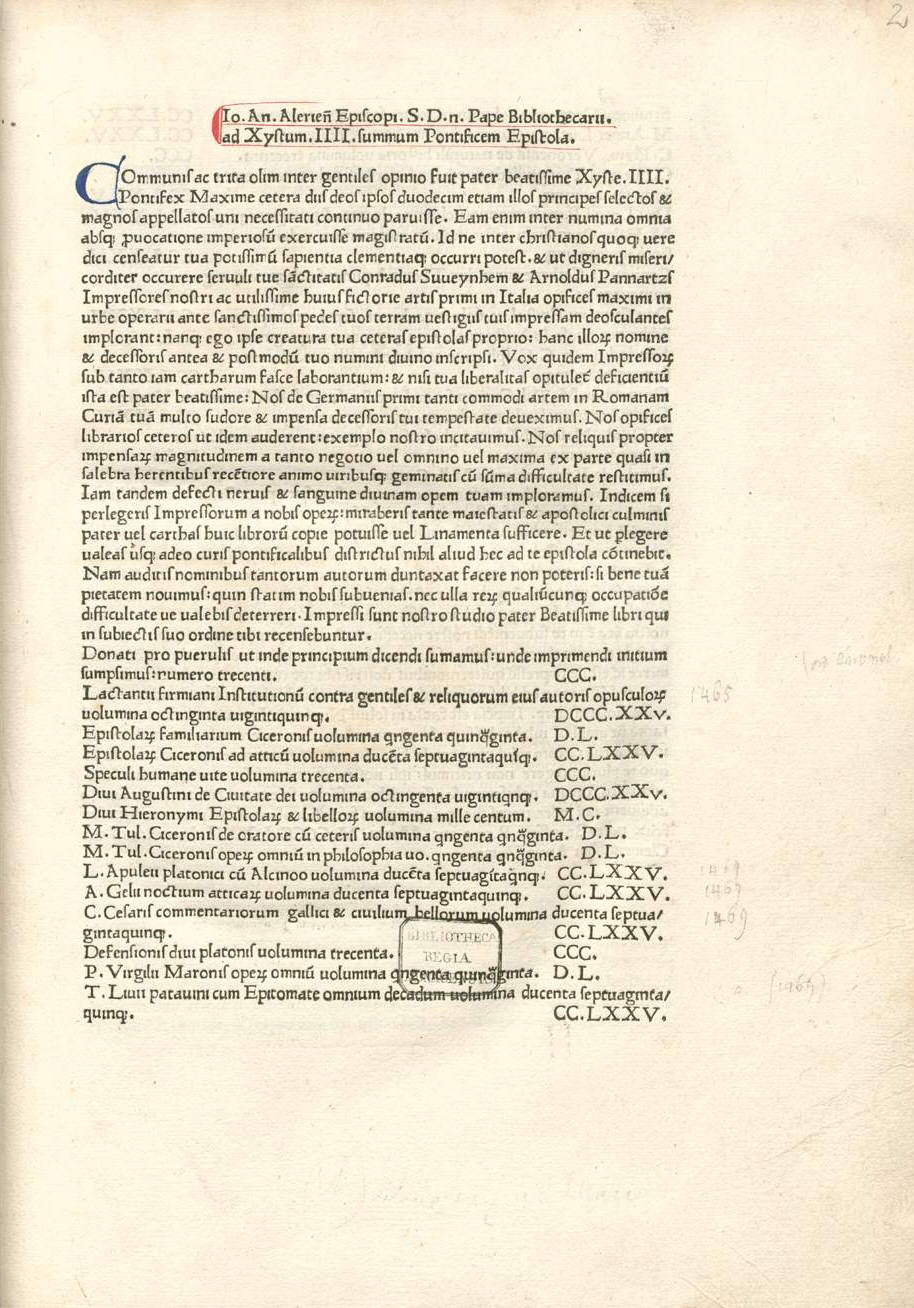
Prima pagina del volume quinto dell'opera Postilla super totam Bibliam di Niccolò di Lira, con una dedica di Giovanni Andrea Bussi al papa Sisto IV, pubblicato da Sweynheym e Pannartz il 20 marzo 1472.

Nato da una famiglia di una certa importanza locale, dopo i primi studi, Bussi si recò a Parigi. Nel 1451 papa Niccolò V gli concesse l'officium accolitatus e nel 1455 gli fu dato da papa Callisto III il canonicato di Sant'Ambrogio in Milano. L'anno seguente lo stesso papa lo fece suo segretario officiale. Dal 1458 al 1464 fu inoltre segretario del cardinale Nicola Cusano. Nel 1461 fu nominato da papa Pio II vescovo di Accia, in Corsica. Tra il 1464 e il 1466 fu vicario generale dell'arcidiocesi di Genova e vescovo di Aleria. Dal 1471 al 1475, sotto papa Sisto IV, Bussi fu primo bibliotecario e segretario della biblioteca papale. Durante questo periodo ingrandì notevolmente la Biblioteca apostolica vaticana.
Bussi era un platonista e fu amico di Nicola Cusano e di Bessarione, che condividevano la sua filosofia. Durante il periodo in cui fu segretario di Cusano lo aiutò a restaurare e a curare un manoscritto del IX secolo contenente Le Metamorfosi ed altri opuscoli di Apuleio. Dal 1468 Bussi è stato il curatore delle edizioni romane dei tipografi Conrad Sweynheym e Arnold Pannartz dopo il loro trasferimento da Subiaco. Ha fatto molte lodi a Cusano e a Bessarione e ha usato la prefazione dell'opera di Apuleio per fare i complimenti a Bessarione per la sua opera Defensio Platonis. Ha anche incluso nella sua stampa di Apuleio un'edizione di Alcino tradotto da Pietro Balbi. La prefazione di questa edizione era costituita da uno scambio di lettere con Giorgio di Trebisonda e suo figlio Andrea. Quest'ultimo attaccò Bussi e Bessarione in una lettera chiamata Platonis accusatio e Bussi gli rispose nella prefazione della sua edizione di Strabone.
Cusano, nel suo dialogo De non aliud del 1462, affermò che Bussi fosse un esperto del Parmenide di Platone. Cusano e Bussi curarono la traduzione di Guglielmo di Moerbeke dell'Expositio in Parmenidem di Proclo. Curarono anche l'Asclepio di Ermete Trismegisto. Bussi lavorò anche per Sweynheym e Pannartz su edizioni delle Epistolae di San Girolamo, della Naturalis historia di Plinio il Vecchio, delle opere complete di Tascio Cecilio Cipriano e delle opere di Aulo Gellio. La sua edizione di Plinio, che però non era la prima, fu criticata da Niccolò Perotti in una lettera a Francesco Guarnieri. Perotti attaccò sia la pratica di Bussi di aggiungere la sua prefazione ad un testo antico, sia la qualità e l'accuratezza della sua edizione.
Bussi coniò il termine media tempestas per riferirsi al Medioevo.

## Opere
- Epistolae ad familiares, di Cicerone, 1469
- Noctes Atticae, di Aulo Gellio, 1469
- Asinus aureus, di Apuleio, 1469
- Biblia latina, Ad Philocratem de LXX interpretibus, 1475
- Epistolae di San Girolamo
- Commentarii di Giulio Cesare
- Decades, de Livio
- Geographia, di Strabone
- Pharsalia, di Lucano
- Opera omnia, Virgilio
- Epistolae ad Brutum, Cicerone
- Sermones et epistolae, Leone Magno
- Catena aurea, san Tommaso d'Aquino
- Orationes, Cicerone
- Punica, Silio Italico
- Opera Omnia, Ovidio
- Postilla super totam Bibliam, di Niccolò di Lira, 1471-72
- Opera philosophica, Cicerone